# Ветеринарный энциклопедический словарь
Ветеринарный энциклопедический словарь — энциклопедический однотомный справочник, в котором собрана информация по различным вопросам, касающимся различных сторон ветеринарной деятельности. 
Содержит разнообразную информацию о ветеринарии, включая сведения про эпизоотологию и инфекционные болезни, паразитологию и инвазионные болезни, внутренние незаразные болезни животных, о хирургии, акушерстве, патологии, анатомии и физиологии животных, по микробиологии включая вирусологию; сведения о фармакологии, зоогигиене, ветеринарно-санитарной экспертизе, ветеринарной санитарии, и о проблемах организации ветеринарного дела в целом.
В СССР в 1981 было подготовлено и выпущено единственное издание словаря тиражом 70 000 экземпляров. Издательство — «Советская энциклопедия».

## Редакционная коллегия
- В. П. Шишков — главный редактор
- И. А. Бакулов, В. С. Ершов, И. И. Магда, И. Е. Мозгов, Н. А. Налётов, А. А. Поляков, Н. А. Судаков, В. Н. Сюрин, А. Д. Третьяков, В. С. Шипилов, В. С. Ярных

## Библиографические данные
- Ветеринарный энциклопедический словарь / Гл. ред. В. П. Шишков. — М.: Советская энциклопедия, 1981. — 640 с. — 70 000 экз.

УДК 636.09 (03)